# 1250'erne
Århundreder: 12. århundrede – 13. århundrede – 14. århundrede
Årtier: 1200'erne 1210'erne 1220'erne 1230'erne 1240'erne – 1250'erne – 1260'erne 1270'erne 1280'erne 1290'erne 1300'erne
År: 1250 1251 1252 1253 1254 1255 1256 1257 1258 1259